# 帕克特 (密西西比州)
帕克特（英語：Puckett）是位於美國密西西比州蘭金縣的村。

## 人口
根據2020年美國人口普查的數據，帕克特的面積為7.47平方千米，當中陸地面積為7.45平方千米，而水域面積為0.02平方千米。當地共有人口342人，而人口密度為每平方千米46人。